# أسلي أندرسن
أسلي أندرسن (بالنرويجية البوكمول: Asle Andersen)‏ هو لاعب كرة قدم ومدرب كرة قدم نرويجي، ولد في 15 فبراير 1972 في Sola, Norway ‏ في النرويج. شارك مع منتخب النرويج تحت 21 سنة لكرة القدم. أما مع النوادي، فقد لعب مع نادي فيكينغ ونادي هاوغسوند.

## وصلات خارجية
- أسلي أندرسن على موقع اتحاد النرويج (النرويجية)
- أسلي أندرسن على موقع قاعدة بيانات كرة القدم.إي يو (الإنجليزية)